# 열후
열후(列侯)는 고대 중국의 후작위로 본래 이름은 철후(撤侯)다. 진나라와 한나라의 이십등작 중 최고위며, 한나라의 봉건 작제 중 제2위다.

## 전한
전한의 열후에게 하사된 봉토를 후국(侯國)이라 했다. 후국은 대우는 현과 동급으로 했지만, 실제로는 현보다 규모가 훨씬 작아서 처음 봉해졌을 당시 호수가 기록된 경우 중 3천 호 미만인 것이 고제 ~ 무제 시기에 83.6%, 소제 ~ 평제 시기에 89.2%로 대부분을 차지한다. 지나치게 작은 후국들은 후한 광무제 시기에 작은 현들과 함께 통폐합되어 사라졌다. 후국이 처음부터 한 현을 하사받는지, 현의 일부 영토만을 하사받는지는 논쟁이 있으며, 전대흔이 “고조의 공신 가운데 한 현을 모두 식한 자는 오직 (진)평 한 사람 뿐이다.”라고 지적한 곡역헌후 진평의 사례{사기 진승상세가의 구절 “진평을 고쳐 봉해 곡역후로 삼아 그 땅을 모두 식하게 하고 전의 식읍 호유향은 제했다(更以陳平爲曲逆侯, 盡食之, 除前所食戶牖”}가 시금석이 된다. 모두 식하는 대상을 곡역현이 아닌 곡역현의 5천 호로 보고, 전한의 후국은 먼저 열후의 공적이나 황제의 은택에 따라 호수를 정해놓고 그에 맞추어 후국을 구성하여 하사한다고 보는 견해가 있다. 작은 후국은 한두 향·취(聚)로 구성되는 것이다.
열후에게는 금으로 된 도장과 자줏빛 도장끈을 내렸고, 그 후국을 다스리는 현령과 현장은 제후왕국에서처럼 상(相)이라 했다. 또 가승(家丞)·문대부(門大夫)·서자(庶子)를 열후의 속관으로 두었다. 전한의 열후는 자신이 통치하는 지역에서 관리를 임명할 수 있었고, 세금과 부역을 거둘 수 있었으며, 노예를 거느릴 수 있었다. 즉 전한의 제후왕과 마찬가지로 자기 영토에서 행정·사법·징세의 권력을 가지고 신민을 다스리는 봉건제후였던 것이다.
고제는 “유씨가 아니면서 왕이 되려는 자, 공적이 없으면서 후(열후·관내후)가 되려는 자는 천하가 모두 주멸하라.”라고 했다. 전한의 승상은 열후나 관내후(사실 관내후 출신 승상은 신도가 뿐이고 나머지는 전부 열후 출신) 중에서 발탁하는 것이 관례였고, 무제가 열후나 관내후가 아닌 공손홍을 승상으로 발탁하면서 이 관례는 깨지고 대신 승상이 되면 열후로 봉하는 새로운 관례가 생겼다.
한서에서는 열후를 왕자후·공신후·은택후로 나누어 수록했다.

## 후한
후한에서는 열후 간에 현후(縣侯)·향후(鄕侯)·정후(亭侯)의 서열이 생긴다. 더 세분하여 현후·도향후(都鄕侯)·향후·도정후(都亭侯)·정후로 분류하기도 하나, 도향후를 향후에, 도정후를 정후에 포함하기도 한다. 이는 규모에 따른 것이며, 현후의 후국만을 현으로 취급하고 다른 후국들은 현에 예속되었다. 큰 현후는 삼공급, 작은 향후는 상경급, 향후와 정후는 구경급으로 대우했다. 또 전한에서는 식읍이 늘어나더라도 위계에 변화가 없었지만 후한에서는 식읍이 늘어나면 작위가 높아지고 식읍이 깎이면 작위가 낮아질 수 있었다.